# Fenerivia madagascariensis
Fenerivia madagascariensis (Cavaco & Keraudren) R.M.K. Saunders – gatunek rośliny z rodziny flaszowcowatych (Annonaceae Juss.). Występuje endemicznie we wschodniej części Madagaskaru.

## Morfologia
PokrójZimozielone drzewo.
LiścieMają lancetowaty kształt. Mierzą 2,5–4,5 cm długości oraz 1–1,5 cm szerokości. Blaszka liściowa jest o wierzchołku od tępego do spiczastego. Ogonek liściowy jest nagi i dorasta do 3 mm długości.
KwiatySą pojedyncze, rozwijają się w kątach pędów. Działki kielicha mają owalnie lancetowaty kształt i dorastają do 3 mm długości. Płatki mają owalnie lancetowaty kształt i osiągają do 4–5 mm długości. Kwiaty mają 5 owocolistków o podłużnym kształcie.

## Biologia i ekologia
Rośnie w lasach.